# Hardya melanopsis
Hardya melanopsis är en insektsart som beskrevs av Hardy 1850. Hardya melanopsis ingår i släktet Hardya och familjen dvärgstritar. Inga underarter finns listade i Catalogue of Life.